# Christine Petit
Christine Petit   (Laignes, 4 de febrer de 1948) és una genetista francesa. És professora del Collège de France i de l'Institut Pasteur.
Inicialment va estudiar a l'hospital docent de París, a l'hospital Pitié-Salpêtrière i a l'Institut Pasteur. Va completar dues investigacions postdoctorals al Centre de Recerca Molecular de Gif-sur-Yvette i una altra a Basilea. És professora del Collège de France i de l'Institut Pasteur. És membre de l'Acadèmia de les Ciències des del 14 de gener de 2002. La investigació de Petit ha explorat el vincle entre els gens i la sordesa, amb el seu grup de recerca a l'INSERM "Génétique et physiologie de l'audition". És una de les pioneres de la genètica auditiva. Juntament amb Karen Steel, Petit va guanyar el Royal Society Brain Prize 2012, pel seu treball pioner en genètica de l'audició i la sordesa.

## Premis i distincions
- 1999: Premi Charles-Leopold Mayer de l'Acadèmia de Ciències
- 2004: L'Oréal-UNESCO for Women in Science
- 2006: Premi Louis-Jeantet de Medicina[5]
- 2007: Gran Premi d'Investigació Mèdica INSERM
- 2012: Co-destinatari amb Karen Steel del premi Brain de la Royal Society[6]
- 2016: Soci estranger de l'Acadèmia Nacional de Ciències[7]
- Cavaller de la Legió d'Honor
- Oficial de l'Orde Nacional del Mèrit
- 2018: Premi Kavli de Neurociències (compartit amb James Hudspeth i Robert Fettiplace)
- 2020: Premi Louisa Gross Horwitz (compartit amb James Hudspeth i Robert Fettiplace)[8]
- 2021: Premi Gruber de Neurociència (compartit amb Christopher A. Wash)[9]